# Sas Ede
Sas Ede, születési nevén Hille Ede (Pest, 1869. december 23. – Budapest, Kőbánya, 1928. június 28.) író, újságíró, lapszerkesztő.

## Pályája

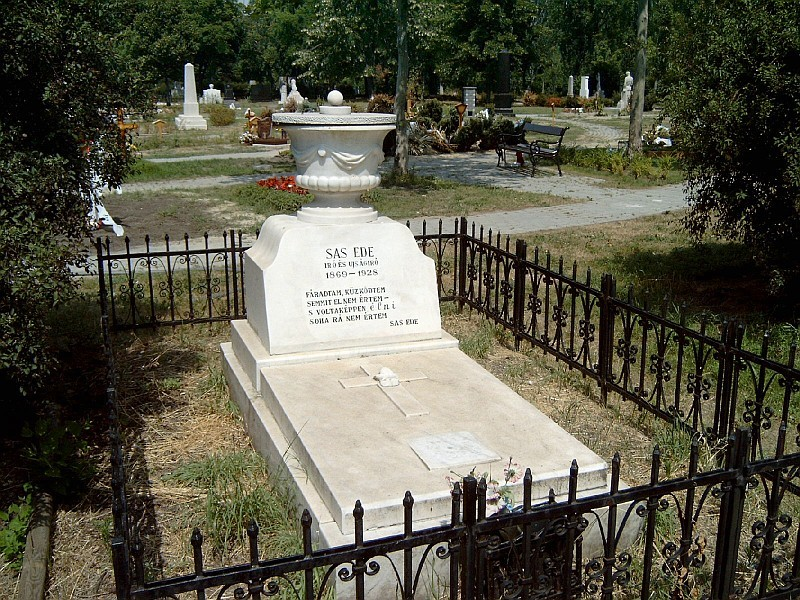
Sas Ede sírja

Hille Ede csehországi német katonatiszt és Szurmák Jozefa fia. Betegsége miatt középiskolai tanulmányait magánúton végezte. 1886-ban kezdett írni a Szegedi Híradóba és Szegedi Naplóba, ekkor családi nevét Sasra változtatta. 1889-ben a Szegedi Naplónak és az aradi Alföldnek belső munkatársa lett. 1891-től a Nagyvárad című napilap segédszerkesztője; 1893 októbertől másfél évig, majd 1898-tól a lap szerkesztője, 1907-től 1918-ig főszerkesztője volt. Közben 1893–1898 között Budapesten a Fővárosi Lapok és a Pesti Napló munkatársaként dolgozott.
Kolozsvárott került kapcsolatba a filmgyártással. Első filmes munkája Janovics Jenő vállalkozó és filmrendező Méltóságos rabasszony című filmjének (1916) forgatókönyve volt, 1917-ben további négy Janovits-filmben működött közre íróként. A háború után Budapestre költözött és az Uher Filmgyár művészeti vezetője lett. Itt készített munkái közül kiemelkedik A megfagyott gyermek, ebben Eötvös József versét ültette át a (néma)film nyelvére. 1923-tól a Pesti Hírlap munkatársa volt. Ezeken kívül számos vidéki és fővárosi lapban jelentek meg cikkei, versei és fordításai; elsősorban francia szerzőktől fordított. Kilenc színdarabot írt; a Légyott előtt című színművével megnyerte a szegedi Dugonics Társaság pályadíját, ezt a színművét több vidéki színpadon előadták. Halálát véredény-elmeszesedés okozta. Felesége Mészáros Anna volt.
A szegedi Dugonics Társaságnak rendes tagja; a nagyváradi Szigligeti Társaságnak főtitkára, 1916-tól elnöke; a Petőfi Társaságnak 1907-től tagja, 1920-tól titkára; a Vidéki Hírlapírók Országos Szövetségének igazgatósági tagja volt.

## Fontosabb munkái
- Álarc nélkül (novellák, Nagyvárad, 1892)
- Házasságok (novellák, Budapest, 1895)
- Klára szerdái (novellák, Budapest, 1896)
- Mesék a valóságról (versek, Budapest, 1900)
- Mai hősök (novellák, Budapest, 1902)
- Aratás (versek, Budapest, 1902)
- Én vagyok az élet (regény, Budapest, 1903)
- Mai tündérek (elbeszélések, Budapest, 1905)
- Desdemona leánya (regény, Budapest, 1906)
- Az utolsó állomás (regény, Budapest, 1908)
- A bölcs meg a bolond (elbeszélések, Budapest, 1912)
- A fehér város (versek, Budapest, 1917)
- Bolond Istók (daljáték, Városi Színház: 1923)
- Szittya – egy vitéz komondor története (regény, Budapest, 1924)
- A nagy láz (regény, Budapest, 1926)
- A megújrázott élet (novellák, Budapest, 1927)
- Petőfi hegedűse (regény, Budapest, 1928).

### Ismertebb filmjei
- 1918: Az ingovány
- 1921: A megfagyott gyermek
- 1921: Bolond Istók
- 1921: Petőfi (Hevesi Sándorral)